# ボルボ・B6
ボルボ・B6はボルボ・バスが1991年から2000年まで製造していた小型バス。ノンステップタイプのボルボ・B6LEは1994年から製造された 。後継はボルボ・B6BLE。
ボルボ・B6/B6LEのシャーシはデニス・ダートSLFの競合として作られ、エンジンはボルボ・TD63E/TD63ES（後期はD6A）が装備された。試作バスはオーストリアで製造され、本製造はイギリスで行われた。
ボルボ・B6は主にイギリス市場向けに製造されていたが、香港、オーストラリアにも輸出された。